# Mistrovství Evropy ve vodním pólu
Mistrovství Evropy ve vodním pólu je sportovní událost pro národní týmy ve vodním pólu, která se koná každá dva roky. Organizátorem mistrovství je Evropská plavecká liga (LEN), která sdružuje evropské plavecké federace.
První mistrovství Evropy se uskutečnilo v roce 1926 v Budapešti, tehdy však pouze v mužské kategorii. Počátek ME žen se datuje do roku 1985, hostilo ho norské hlavní město Oslo. Do roku 1999 byl turnaj vodního póla součástí mistrovství Evropy v plaveckých sportech, od té doby se konají vodněpólové ME separátně.

## Mužská kategorie

### Výsledky
| Mistrovství Evropy ve vodním pólu mužů | Mistrovství Evropy ve vodním pólu mužů | Mistrovství Evropy ve vodním pólu mužů | Mistrovství Evropy ve vodním pólu mužů | Mistrovství Evropy ve vodním pólu mužů |
| Rok                                    | Pořadatel                              | Zlato                                  | Stříbro                                | Bronz                                  |
| -------------------------------------- | -------------------------------------- | -------------------------------------- | -------------------------------------- | -------------------------------------- |
| 1926                                   | Budapešť, Maďarsko                     | Maďarsko                               | Švédsko                                | Německo                                |
| 1927                                   | Bologna, Itálie                        | Maďarsko                               | Francie                                | Belgie                                 |
| 1931                                   | Paříž, Francie                         | Maďarsko                               | Německo                                | Rakousko                               |
| 1934                                   | Magdeburg, Německo                     | Maďarsko                               | Německo                                | Belgie                                 |
| 1938                                   | Londýn, Spojené království             | Maďarsko                               | Německo                                | Nizozemsko                             |
| 1947                                   | Turín, Itálie                          | Itálie                                 | Švédsko                                | Belgie                                 |
| 1950                                   | Vídeň, Rakousko                        | Nizozemsko                             | Švédsko                                | Jugoslávie                             |
| 1954                                   | Turín, Itálie                          | Maďarsko                               | Jugoslávie                             | Itálie                                 |
| 1958                                   | Budapešť, Maďarsko                     | Maďarsko                               | Jugoslávie                             | Sovětský svaz                          |
| 1962                                   | Lipsko, Německo                        | Maďarsko                               | Jugoslávie Sovětský svaz               | -                                      |
| 1966                                   | Utrecht, Nizozemí                      | Sovětský svaz                          | Východní Německo                       | Jugoslávie                             |
| 1970                                   | Barcelona, Španělsko                   | Sovětský svaz                          | Maďarsko                               | Jugoslávie                             |
| 1974                                   | Vídeň, Rakousko                        | Maďarsko                               | Sovětský svaz                          | Jugoslávie                             |
| 1977                                   | Jönköping, Švédsko                     | Maďarsko                               | Jugoslávie                             | Itálie                                 |
| 1981                                   | Split, Jugoslávie                      | Západní Německo                        | Sovětský svaz                          | Maďarsko                               |
| 1983                                   | Řím, Itálie                            | Sovětský svaz                          | Maďarsko                               | Španělsko                              |
| 1985                                   | Sofia, Bulharsko                       | Sovětský svaz                          | Jugoslávie                             | Západní Německo                        |
| 1987                                   | Štrasburk, Francie                     | Sovětský svaz                          | Jugoslávie                             | Itálie                                 |
| 1989                                   | Bonn, Německo                          | Západní Německo                        | Jugoslávie                             | Itálie                                 |
| 1991                                   | Atény, Řecko                           | Jugoslávie                             | Španělsko                              | Sovětský svaz                          |
| 1993                                   | Sheffield, Spojené království          | Itálie                                 | Maďarsko                               | Španělsko                              |
| 1995                                   | Vídeň, Rakousko                        | Itálie                                 | Maďarsko                               | Německo                                |
| 1997                                   | Sevilla, Španělsko                     | Maďarsko                               | Jugoslávie                             | Rusko                                  |
| 1999                                   | Firenze, Itálie                        | Maďarsko                               | Chorvatsko                             | Itálie                                 |
| 2001                                   | Budapešť, Maďarsko                     | Srbsko a Černá Hora                    | Itálie                                 | Maďarsko                               |
| 2003                                   | Kranj, Slovinsko                       | Srbsko a Černá Hora                    | Chorvatsko                             | Maďarsko                               |
| 2006                                   | Bělehrad, Srbsko                       | Srbsko                                 | Maďarsko                               | Španělsko                              |
| 2008                                   | Malaga, Španělsko                      | Černá Hora                             | Srbsko                                 | Maďarsko                               |
| 2010                                   | Záhřeb, Chorvatsko                     | Chorvatsko                             | Itálie                                 | Srbsko                                 |
| 2012                                   | Eindhoven, Nizozemí                    | Srbsko                                 | Černá Hora                             | Maďarsko                               |
| 2014                                   | Budapešť, Maďarsko                     | Srbsko                                 | Maďarsko                               | Itálie                                 |
| 2016                                   | Bělehrad, Srbsko                       | Srbsko                                 | Černá Hora                             | Maďarsko                               |
| 2018                                   | Barcelona, Španělsko                   | Srbsko                                 | Španělsko                              | Chorvatsko                             |
| 2020                                   | Budapešť, Maďarsko                     | Maďarsko                               | Španělsko                              | Černá Hora                             |
| 2022                                   | Split, Chorvatsko                      | Chorvatsko                             | Maďarsko                               | Španělsko                              |
| 2024                                   |                                        |                                        |                                        |                                        |

### Medailové bilance zemí
| Poř. | Země                                               | Zlato                                                                             | Stříbro                                      | Bronz                                  | Poč.. medailí |
| ---- | -------------------------------------------------- | --------------------------------------------------------------------------------- | -------------------------------------------- | -------------------------------------- | ------------- |
| 1.   | Maďarsko                                           | 13 (1926, 1927, 1931, 1934, 1938, 1954, 1958, 1962, 1974, 1977, 1997, 1999, 2020) | 7 (1970, 1983, 1993, 1995, 2006, 2014, 2022) | 6 (1981, 2001, 2003, 2008, 2012, 2016) | 26            |
| 2.   | Sovětský svaz / Rusko                              | 5 (1966, 1970, 1983, 1985, 1987)                                                  | 3 (1962, 1974, 1981)                         | 3 (1958, 1991, 1997)                   | 11            |
| 3.   | Srbsko                                             | 5 (2006, 2012, 2014, 2016, 2018)                                                  | 1 (2008)                                     | 1 (2010)                               | 7             |
| 4.   | Itálie                                             | 3 (1947, 1993, 1995)                                                              | 2 (2001 , 2010)                              | 6 (1954, 1977, 1987, 1989, 1999, 2014) | 11            |
| 5.   | / Německo / Východní Německo / Západní Německo     | 2 (1981, 1989)                                                                    | 4 (1931, 1934, 1938, 1966)                   | 3 (1926, 1985, 1995)                   | 9             |
| 6.   | Chorvatsko                                         | 2 (2010, 2022)                                                                    | 2 (1999, 2003)                               | 1 (2018)                               | 5             |
| 7.   | Srbsko a Černá Hora / Svazová republika Jugoslávie | 2 (2001, 2003)                                                                    | 1 (1997)                                     | 0                                      | 3             |
| 8.   | Jugoslávie                                         | 1 (1991)                                                                          | 7 (1954, 1958, 1962, 1977, 1985, 1987, 1989) | 4 (1950, 1966, 1970, 1974)             | 12            |
| 9.   | Černá Hora                                         | 1 (2008)                                                                          | 2 (2012, 2016)                               | 1 (2020)                               | 4             |
| 10.  | Nizozemsko                                         | 1 (1950)                                                                          | 0                                            | 1 (1938)                               | 2             |
| 11.  | Švédsko                                            | 0                                                                                 | 3 (1926, 1947, 1950)                         | 0                                      | 3             |
| 12.  | Španělsko                                          | 0                                                                                 | 3 (1991, 2018, 2020)                         | 4 (1983, 1993, 2006, 2022)             | 7             |
| 13.  | Francie                                            | 0                                                                                 | 1 (1927)                                     | 0                                      | 1             |
| 14.  | Belgie                                             | 0                                                                                 | 0                                            | 3 (1927, 1934, 1947)                   | 3             |
| 15.  | Rakousko                                           | 0                                                                                 | 0                                            | 1 (1931)                               | 1             |

## Ženská kategorie

### Výsledky
| Mistrovství Evropy ve vodním pólu žen | Mistrovství Evropy ve vodním pólu žen | Mistrovství Evropy ve vodním pólu žen | Mistrovství Evropy ve vodním pólu žen | Mistrovství Evropy ve vodním pólu žen |
| Rok                                   | Pořadatel                             | Zlato                                 | Stříbro                               | Bronz                                 |
| ------------------------------------- | ------------------------------------- | ------------------------------------- | ------------------------------------- | ------------------------------------- |
| 1985                                  | Oslo, Norsko                          | Nizozemsko                            | Maďarsko                              | Západní Německo                       |
| 1987                                  | Štrasburk, Francie                    | Nizozemsko                            | Maďarsko                              | Francie                               |
| 1989                                  | Bonn, Západní Německo                 | Nizozemsko                            | Maďarsko                              | Francie                               |
| 1991                                  | Atény, Řecko                          | Maďarsko                              | Nizozemsko                            | Itálie                                |
| 1993                                  | Leeds, Spojené království             | Nizozemsko                            | Rusko                                 | Maďarsko                              |
| 1995                                  | Vídeň, Rakousko                       | Itálie                                | Maďarsko                              | Nizozemsko                            |
| 1997                                  | Sevilla, Španělsko                    | Itálie                                | Rusko                                 | Nizozemsko                            |
| 1999                                  | Prato, Itálie                         | Itálie                                | Nizozemsko                            | Rusko                                 |
| 2001                                  | Budapešť, Maďarsko                    | Maďarsko                              | Itálie                                | Rusko                                 |
| 2003                                  | Lublaň, Slovinsko                     | Itálie                                | Maďarsko                              | Rusko                                 |
| 2006                                  | Bělehrad, Srbsko                      | Rusko                                 | Itálie                                | Maďarsko                              |
| 2008                                  | Malaga, Španělsko                     | Rusko                                 | Španělsko                             | Maďarsko                              |
| 2010                                  | Záhřeb, Chorvatsko                    | Rusko                                 | Řecko                                 | Nizozemsko                            |
| 2012                                  | Eindhoven, Nizozemí                   | Itálie                                | Řecko                                 | Maďarsko                              |
| 2014                                  | Budapešť, Maďarsko                    | Španělsko                             | Nizozemsko                            | Maďarsko                              |
| 2016                                  | Bělehrad, Srbsko                      | Maďarsko                              | Nizozemsko                            | Itálie                                |
| 2018                                  | Barcelona, Španělsko                  | Nizozemsko                            | Řecko                                 | Španělsko                             |
| 2020                                  | Budapešť, Maďarsko                    | Španělsko                             | Rusko                                 | Maďarsko                              |
| 2022                                  | Split, Chorvatsko                     | Španělsko                             | Řecko                                 | Itálie                                |
| 2024                                  |                                       |                                       |                                       |                                       |

### Medailové bilance zemí
| Poř. | Země                      | Zlato                            | Stříbro                           | Bronz                                  | Poč.. medailí |
| ---- | ------------------------- | -------------------------------- | --------------------------------- | -------------------------------------- | ------------- |
| 1.   | Nizozemsko                | 5 (1985, 1987, 1989, 1993, 2018) | 4 (1991, 1999, 2014, 2016)        | 3 (1995, 1997, 2010)                   | 12            |
| 2.   | Itálie                    | 5 (1995, 1997, 1999, 2003, 2012) | 2 (2001, 2006)                    | 3 (1991, 2016, 2022)                   | 10            |
| 3.   | Maďarsko                  | 3 (1991, 2001, 2016)             | 5 (1985, 1987 , 1989, 1995, 2003) | 6 (1993, 2006, 2008, 2012, 2014, 2020) | 14            |
| 4.   | Rusko                     | 3 (2006, 2008, 2010)             | 3 (1993, 1997, 2020)              | 3 (1999, 2001, 2003)                   | 9             |
| 5.   | Španělsko                 | 3 (2014, 2020, 2022)             | 1 (2008                           | 1 (2018)                               | 5             |
| 6.   | Řecko                     | 0                                | 4 (2010, 2012, 2018, 2022)        | 0                                      | 4             |
| 7.   | Francie                   | 0                                | 0                                 | 2 (1987, 1989)                         | 2             |
| 8.   | Německo / Západní Německo | 0                                | 0                                 | 1 (1985)                               | 1             |